# Cosma d'Etolia
Cosma d'Etolia (in greco Κοσμάς Αιτωλός?, Kosmas Etolos; circa 1714 – Kolkondas, 24 agosto 1779) conosciuto anche come Padre Cosma (in greco Πατροκοσμάς?), è stato un religioso, teologo e santo greco conosciuto come uno dei creatori del movimento religioso del XX secolo in Grecia e per le sue profezie.
San Cosma, "Uguale agli Apostoli", fu proclamato santo dalla Chiesa ortodossa di Costantinopoli il 20 aprile 1961 per ordine del Patriarca ecumenico Atenagora. La sua festa cade il 24 agosto, giorno del suo martirio.

## Biografia
Cosma nacque nel villaggio greco di Mega Dendron vicino alla città di Thermo nella regione dell'Etolia durante il dominio ottomano. Studiò il greco e le materie teologiche prima di essere tonsurato monaco sul Monte Athos, luogo dove frequentò l'Accademia Athonita.
Dopo due anni dalla sua tonsura, Cosma lasciò il Monte Athos e si recò a Costantinopoli, dove rimase per un certo periodo per studiare retorica. Nel 1760 ottenne dal patriarca di Costantinopoli Serafino II, di tendenze anti-ottomane, l'autorizzazione per iniziare i viaggi missionari nei villaggi della Tracia. Successivamente questi viaggi si estesero anche a quei territori che in seguito avrebbero formato la Grecia occidentale e la Grecia settentrionale. Il motivo di questi viaggi si trovava anche nella crescente preoccupazione di Serafino per l'alto tasso di cristiani convertiti all'Islam in queste regioni.
Per oltre sedici anni Cosma fondò molte scuole religiose in villaggi e città e incentivò i vari fedeli a fondare e finanziare queste scuole, oltre che ad imparare il greco biblico, cioè la Koinè, per meglio comprendere le Sacre Scritture ed educarsi.
Dopo la rivolta di Orlov del 1770 nel Peloponneso - provocata dai fratelli Orlov con l'aiuto della zarina Caterina II - Cosma si trasferì dai territori greci e iniziò a predicare in quella che ora è l'Albania meridionale, allora sotto il dominio di Kurt Ahmed Pascià, governatore del Pascialato di Berat.
Le sue prediche suscitarono l'opposizione di persone ricche e potenti e di altre che sentivano minacciata la loro posizione, come i kotzambasides ("anziani del villaggio"), cioè i greci il cui potere e la cui influenza dipendevano dal potere dei politici ottomano).
Cosma fu anche visto con sospetto da funzionari della Repubblica di Venezia, al tempo nelle fasi finali del proprio declino, che governava parti del territorio in cui il santo era attivo. Per esempio, nel 1779 si dice che Cosma visitò la città greca di Prevesa, governata dai veneziani. In città Cosma fondò una scuola greca, l'unica della città durante il XVIII secolo, e questa azione venne vista come un atto che avrebbe potuto minacciare il dominio veneziano. I sospetti dei veneziani sono attestati dai rapporti delle spie sullo spionaggio di Cosma conservati negli archivi veneziani. Cosma comunque ricevette un notevole sostegno dai cristiani e persino da alcuni turchi.
Uno degli effetti della sua predicazione fu quello di trasferire il bazar settimanale da domenica a sabato, comportando numerose perdite economiche agli ebrei, impediti dalla loro religione nel fare affari durante il Shabbat. Alcuni ricercatori ritengono che, per tale motivo, gli ebrei dell'Epiro furono coinvolti nella condanna di Cosma da parte delle autorità ottomane.
Accusato di essere un agente russo, fu sequestrato dalle autorità ottomane e giustiziato il 24 agosto 1779 a Kolkondas, nel distretto di Fier, vicino alla foce del fiume Seman. Non ci furono accuse formali contro di lui, né fu processato prima di essere giustiziato e per via di questa irregolarità del processo, si sparsero diverse teorie, persistenti fino ad oggi, su chi avrebbe potuto volerlo morto.

## Eredità
Nel 1813 Alì Pascià di Tepeleni, de facto sovrano dell'Epiro ottomano con forti tendenze anti-ottomane, fece costruire una chiesa vicino al luogo dell'esecuzione di Cosma, dove giacevano anche i resti del Santo. Alì Pascià arrivò al punto di istituire una festa da celebrare in onore di Cosma. Queste azioni non piacquero ad alcuni musulmani, in particolare il fatto che il Pascià "rendesse troppo onore a un giaurro". A queste accuse Alì rispose dicendo: "Portami un musulmano come lui, gli bacerei i piedi". Il Pascià godeva di fama come amico e sostenitore di Cosma.
Nel 1984 i resti furono trasferiti dal monastero di San Cosma a Kolkondas, luogo dell'esecuzione, al Museo Archeologico di Fier. Altre reliquie del santo sono conservate nella Cattedrale Metropolitana dell'Annunciazione ad Atene.
Il peregrinare di San Cosma è venerato in alcuni ambienti nazionalisti greci poiché sostengono che l'Epiro settentrionale, nell'odierna Albania, dovrebbe essere sotto il controllo greco. Sebbene Cosma sia stato un ellenizzatore, i cristiani albanesi ortodossi hanno una grande venerazione del santo, soprattutto per il suo messaggio.
Numerosi sono i testi popolari attribuiti a San Cosma. I più noti sono le cinque "Didaché" e le "Profezie". Cosma profetizzò l'unificazione della Grecia con l'Epiro. Non sopravvive, tuttavia, nessun manoscritto originale di questi testi e nessuno di quelli odierni può essere datato con certezza. Perlopiù, gli scritti sono noti soltanto per trascrizioni di seconda o terza mano. Si ritiene che questi testi siano basati sulle prediche di Cosma, ma che furono scritti e copiati solamente dopo la sua morte.